# Гедеонов, Даниил Герасимович
Даниил Герасимович Гедеонов (10.12.1806 — не ранее 1877) — историограф, археолог, краевед, преподаватель, смотритель училищ, член-корреспондент Императорского Русского археологического общества.
Дворянин, внесён в 1851 году в третью часть родословной книги Тульской губернии.

## Биография
Из семьи священника села Красное Епифанского уезда. Родился в селе Гранки Епифанского уезда Тульской губернии.
В 1830 году окончил Тульскую духовную семинарию и поступил на учение в Московскую духовную академию, которую окончил в 1834 году со степенью кандидата наук. Работал в духовных заведениях Тульской губернии. В 1845 году уволен из духовного звания по прошению, для продолжения работы по гражданскому ведомству. В конце 1850-х – начале 1860-х годов активно сотрудничал с Русским археологическим обществом, выступал с докладами на заседаниях. Его сведения о древностях Венёвского уезда, находке наконечника копья на Куликовом поле были опубликованы в сборниках Общества. В 1851 году пожалован в коллежские асессоры. Первый смотритель Венёвского духовного училища. В 1852 году избран членом-корреспондентом Императорского археологического общества. Одна из ранних работ исследователя, посвященная археологическим памятникам Венёвского уезда, была напечатана в 1854 году на страницах «Тульских губернских ведомостей». Часть опубликованных курганов и городищ уже была известна по работе Ивана Петровича Сахарова, однако, материалы Даниила Герасимовича содержали намного более полную и детальную информацию. В общей сложности им описано 18 городищ и более 40 курганов. Краевед лично осмотрел, описал и измерил все опубликованные памятники, провел опрос местного населения. Большинство городищ автор отнёс к Брянско-Муромской линии укреплений XVI- XVII веков, а часть курганов отнёс к сторожевым, однако при этом не исключал их более раннего происхождения.  Участник I-го Археологического съезда в Москве, где он выступил 29 марта 1869 года с докладом «О древностях в Венёвском и близлежащих к нему уездов». Доклад обобщил результаты многолетней работы Д.Г. Гедеонова по заданию Российского археологического общества, главной целью которой было обследование археологических древностей на обширном пространстве от Одоева до Зарайска и от Оки до Куликова поля.
Во второй половине 1860-х годов переехал в Зарайск, где имел поместье. Умер после 1877 года.
Имел сына известного исследователя, астронома и геодезиста, генерал-майора Гедеонова Дмитрия Даниловича.
Даниил Герасимович автор более десяти печатных трудов по славянской археологии Венёвского уезда, истории и культуре Тульского края.

## Труды
- Д.Г. Гедеонов. Урусовские провалы в Венёвском уезде. О карстовых провалах. Вести русского географического общества. Ч. 5. Кн. 1. 1852 г.

- Д.Г. Гедеонов. Венёвские древности.//Тульские губернские ведомости. № 27. 1854 г.

- Д.Г. Гедеонов. Венёв-монастырь и Княжие ворота.//Известия Импер. Археолог. Общества. 1861 г. Т. 3. Вып. 4.

- Д.Г. Гедеонов. Сведения об отдельных памятниках археологии.1859.//Переиздано 1861.

- Д.Г. Гедеонов. Сведения о памятниках археологии и отдельных археологических и нумизматических находках. 1871.// Археологические известия и заметки. 1893.

- Д.Г. Гедеонов. О древностях в Венёвском и ближайших к нему уездах // Труды 1-го археологического съезда в Москве. Т. 1. М. 1871.